# História do Tajiquistão
A atual República do Tajiquistão remonta ao Império Samanida (875-999 d.C.). O povo tajique ficou sob o domínio russo em 1860. A revolta dos Basmachi que eclodiu na esteira da Revolução Russa de 1917 foi debelada no início dos anos 1920 e o Tajiquistão, tornou-se uma República Socialista Soviética autônoma (RSSA Tajique) no Uzbequistão em 1924. Em 1929, o Tajiquistão foi feito um componente das repúblicas da União Soviética - República Socialista Soviética Tajique (RSS Tajique) - e manteve esse estatuto até 1991.
O Tajiquistão conquistou a independência em 1991, e passou por três mudanças de governo e uma guerra civil desde então. Um acordo de paz entre as facções rivais foi assinado em 1997, porém sua execução tem avançado de forma lenta.

## História

### Colonização russa
No século XIX, o Império Russo começou a expandir e chegou à Ásia Central. Durante o "Grande Jogo", em oposição ao avanço do Império Britânico, a Rússia ganhou controle do Tajiquistão. Em meados do século XIX, o território foi sendo anexado pela Rússia.

Divisões do Império Russo na Ásia Central a princípios do século XX.

Em 1868, quando as tropas russas ocuparam Khujand, a principal cidade do norte, porta de entrada para o fértil vale de Fergana, o Emir se declarou vassalo do czar. A queda do canatos de Kokand e Bukhara entre 1873 e 1876 levou à colonização de um vasto território, que foi declarado um protetorado. A conquista acabou em 1895 com a anexação dos principados Pamir. O vale do rio Panj, que atualmente marca a fronteira com o Afeganistão, em seguida, determinou o limite sul da influência russa.
Após a queda dos czares em 1917, desencadeando uma guerra civil na Ásia Central, terminou com a derrota e fuga do emir e seus súditos. No que é conhecido como a Revolta dos Basmachi, guerrilheiros do Tajiquistão travaram uma guerra contra o exército bolchevique, numa tentativa fracassada para manter a sua independência. Os bolcheviques permaneceram lá após uma guerra de quatro anos, em que mesquitas e aldeias foram queimadas e a população fortemente reprimida.

### Época soviética

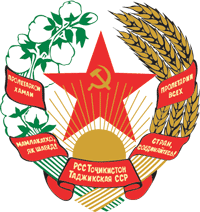
Escudo da RSS do Tajiquistão.

Como parte da União Soviética, o Tajiquistão se uniu em 1924 ao atual Usbequistão como uma República Autônoma Socialista Soviética da República Socialista Soviética do Usbequistão, mas em 1929 separou-se formando o RSS do Tajiquistão. Cidades como Samarcanda e Bukhara, com grandes comunidades tajiques, foram severamente afetadas pelas políticas de mudanças demográficas de Stalin.
Como às repúblicas vizinhas da Ásia Central, a RSS do Tajiquistão foi governada pelo aparato local do PCUS. A imigração russa foi muito forte entre 1926 e 1959, passando sua participação neste período de menos de 1% a 13%. . O Tajiquistão era a mais pobre república da União, onde a taxa de poupança e a proporção estudantes .
Durante a década de 1970, dissidentes e grupos islâmicos subterrâneos começaram a se formar e para final de 1980, os nacionalistas tajiques começaram a exigir mais direitos civis, embora a única das grandes manifestações começaram em 1990. No ano seguinte, a URSS desmoronou e o Tajiquistão declarou sua independência.

### Independência e Guerra Civil

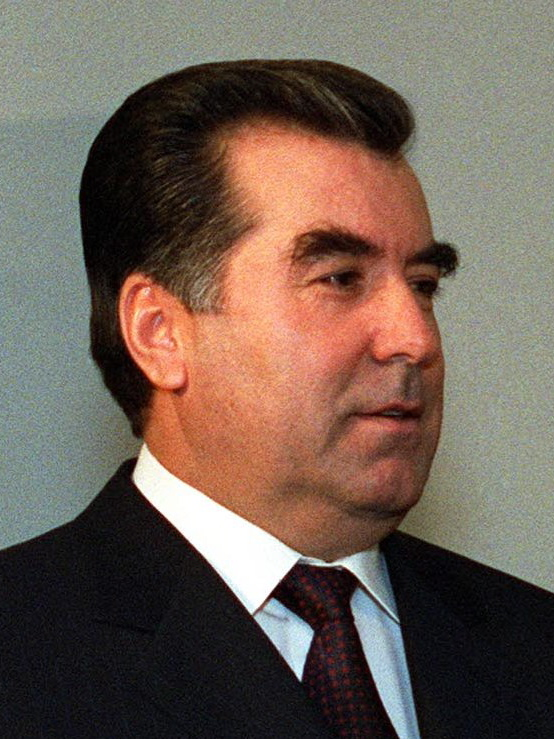
Emomali Rajmonov.

Em 1992, desencadeou uma guerra civil que envolveu diversas fações lutando entre si, essas fações eram distinguidas frequentemente pela sua lealdade aos clãs. Os não-muçulmanos (não-árabes, não-persas, e não-tajiques), particularmente os russos étnicos e judeus deixaram o país durante esse período por causa da perseguição, aumento da pobreza e melhores oportunidades econômicas no Ocidente.
Emomali Rakhmonov chegou ao poder em 1992, onde continua. Ele foi acusado de limpeza étnica contra outras etnias que vivem Tajiquistão durante a guerra civil. O cessar-fogo de 1997 foi assinado entre Rakhmonov e partidos da oposição.
Houve eleições pacíficas em 1999, mas foram acusadas de fraude pela oposição nas quais Rakhmonov foi reeleito por uma maioria esmagadora. As tropas russas ficaram estacionadas no sul do Tajiquistão para guardar a fronteira com o Afeganistão até meados de 2005.